# Лаертес
Лаертес, или Лаэртес, — античный город в Киликии на южном побережье Малой Азии. Город расположен в 25 км на восток от города Аланьи, на территории современной Турции.
Руины Лаертеса расположены в 10 км на северо-восток от поселка Махмутлар вблизи деревни Гёзюкючюклю (тур. Gözüküçüklü), на высоте 850 метров, у подножия одной из самых высоких вершин в окрестностях Аланьи — горы Джебел-И-Рейс (тур. Cebelireis), высота которой составляет 1649 м.
Известно что в городе чеканились собственный монеты.
Исследователи изучали этот античный город в 1961—1968 гг. и, проводя эпиграфические исследования, ученые выяснили, что уже в I—II вв. н. э. Лаертес был местом интенсивного заселения, а поселение Махмутлар, расположенное у берега моря, служило для Лаертеса портом.